# Сюй Юаньюань
Сюй Юаньюа́нь (кит. упр. 徐媛媛, пиньинь Xu Yuanyuan; род. 8 марта 1981) — китайская шахматистка, гроссмейстер среди женщин (2003), чемпионка Китая по шахматам среди женщин (2003).

## Биография
С 1995 до 2001 года многократно представляла Китай на юношеских чемпионатах мира по шахматам среди девушек в разных возрастных группах, в которых лучший результат показала в 1997 году, когда победила в возрастной группе U16. В 2000 году победила на чемпионате мира среди девушек в возрастной группе U20.
В 2002 году на международном турнире по шахматам в Гронингене заняла второе место за гроссмейстером Зигурдом Ланкой. В 2003 году поделила 3-е — 4-е место на чемпионате Азии по шахматам среди женщин, а также победила в чемпионате Китая по шахматам среди женщин и в отборочном турнире Азиатской зоны чемпионата мира по шахматам среди женщин. В 2004 году поделила 3-е место в чемпионате Китая по шахматам среди женщин.
Два раза участвовала в чемпионатах мира по шахматам среди женщин по системе с выбыванием:
- в 2001 году в Москве после победы в 1-м туре во 2-м туре уступила Дагне Чюкшите[3];
- в 2004 году в Элисте в 1-м туре проиграла Татьяне Василевич[4].

В 2003 году ФИДЕ присвоила ей звание международного гроссмейстера среди женщин (WGM). С 2007 года редко принимает участие в шахматных турнирах.